# Методи Писарски
Методи Александров Писарски е български архитект и университетски преподавател, професор.

## Биография
Роден е на 29 октомври 1921 г. в село Кондофрей, област Перник. През 1949 г. завършва архитектура в Държавната политехника в София. От 1949 до 1951 г. е главен консултант в „Енергопроект“. В периода 1968 – 1977 г. е председател на Съюза на архитектите в България, а от 1972 до 1978 г. е заместник-председател на Международния съюз на архитектите. През 1974 г. е избран за професор, а в периода 1971 – 1981 г. е ръководител на катедра „Промишлени и аграрни сгради“ във ВИАС.
През 1958 г. участва в проектирането на ТЕЦ „Република“, 1973 г. – ВЕЦ „Момина клисура“, 1975 г. – АЕЦ „Козлодуй“ и др.
Умира на 20 януари 1997 г. Личният му архив се съхранява във фонд 157А в Централен държавен архив.